# Луцяново
Луцяново (пол. Łucjanowo) — село в Польщі, у гміні Вронки Шамотульського повіту Великопольського воєводства.
У 1975-1998 роках село належало до Пільського воєводства.